# Rheum forrestii
Rheum forrestii är en slideväxtart som beskrevs av Friedrich Ludwig Diels. Rheum forrestii ingår i släktet rabarbersläktet, och familjen slideväxter. Inga underarter finns listade i Catalogue of Life.